# Épaule du Marboré
Épaule du Marboré – szczyt w Pirenejach. Leży na granicy między Francją (departament Pireneje Wysokie) a Hiszpanią (Huesca). Należy do Pirenejów Wschodnich.
Pierwszego wejścia dokonali Henri Brulle, C. Passet i François Bernat-Salles w 12 sierpnia 1891 r.